# Красноармейский мост
Красноарме́йский мост — пешеходный металлический балочный мост-теплопровод через Фонтанку в Адмиралтейском районе Санкт-Петербурга, соединяет Спасский и Безымянный острова.

## Расположение
Расположен у истока Крюкова канала, соединяя восточную (чётную) набережную Крюкова канала и набережную Фонтанки.
Выше по течению реки находится Измайловский мост, ниже — Египетский мост.
Ближайшая станция метрополитена — «Технологический институт» (960 м).

## Название
Название известно с 1956 года и дано в честь Красной армии.

## История
Мост был построен в 1956 году в связи с необходимостью прокладки здесь теплофикационных труб. Авторы проекта — инженер института «Ленгипроинжпроект» А. А. Куликов, архитекторы П. А. Арешев и В. С. Васильковский. Строительство выполнило СУ-2 треста «Ленмостострой» под руководством инженера В. Е. Ефимова.

## Конструкция
Мост трёхпролётный металлический балочный. Сварное пролётное строение состоит из двух неразрезных балок с криволинейным очертанием нижнего пояса. Эти балки-стенки соединены поперечными связями, нижние из которых служат опорой трубопровода. Сверху пролётное строение перекрыто сборными железобетонными плитами. Каменные, облицованные гранитом, опоры расположены на свайных основаниях, состоящих из деревянных свай. Длина моста составляет 61,5 м, ширина — 4,5 м. Расчётные пролёты — 16,65 + 24,0 + 16,65 м. По своей конструкции идентичен с расположенным рядом Английским мостом. Мост отличается прекрасными пропорциями, образуя вместе с Египетским и Английским мостами своеобразный ансамбль, выдержанный в единой архитектурной тональности. 
Мост предназначен для пропуска пешеходов и прокладки труб теплотрассы. Покрытие прохожей части моста асфальтобетонное. Перильное ограждение чугунное, художественного литья. Крайние секции перил заделаны в гранитный парапет устоев. На промежуточных опорах моста установлены четыре торшера с матовыми сферическими светильниками. 